# Vladímir Dórokhov
Vladímir Dórokhov   (Sukhumi, 18 de febrer de 1954 - 18 de desembre de 2024) va ser un jugador de voleibol rus que va competir sota bandera de la Unió Soviètica durant les dècades de 1970 i 1980.
El 1976 va prendre part en els Jocs Olímpics d'Estiu de Mont-real, on guanyà la medalla de plata en la competició de voleibol. Quatre anys més tard, als Jocs de Moscou, guanyà la medalla d'or en la mateixa competició.
En el seu palmarès també destaquen dues medalles d'or al Campionat del Món de voleibol, el 1978 i 1982, dues medalles d'or a la Copa del Món de voleibol, el 1977 i 1981, i quatre medalles d'or al Campionat d'Europa de voleibol, el 1975, 1977, 1979 i 1981.
A nivell de clubs jugà al Burevestnik de Tbilisi (1971-1972), CSKA de Moscou (1972-1974), Avtomobilist de Leningrad (1974-1986), Tampere (1986-1990) i Loima (1991). Guanyà una lliga soviètica (1974), una Copa d'Europa (1974) i dues Recopes d'Europa (1981 i 1982).